# 신원중학교 (경기)
신원중학교(新院中學校)는 대한민국 경기도 고양시 덕양구 신원동에 있는 공립 중학교이다.

## 학교 연혁
- 2011년 3월 4일 : 신원중학교 설립인가(31학급)
- 2013년 1월 31일 : 시설공사 준공
- 2013년 3월 1일 : 오선향 초대 교장 취임
- 2013년 3월 4일 : 1학년 17명, 2학년 13명, 3학년 7명 총 37명 입학
- 2013년 10월 15일 : 개교식
- 2014년 2월 14일 : 제1회 졸업식
- 2019년 3월 4일 : 1학년 151명 입학, 2학년 153명, 3학년 119명
- 2021년 1월 12일 : 제8회 졸업식
- 2021년 3월 1일 : 정연희 제4대 교장 취임

## 참고 자료
- 신원중학교 - 한국교육학술정보원 학교알리미